# Allotrochosina
Allotrochosina là một chi nhện trong họ Lycosidae.